# Agama anchietae
Espèce
Synonymes
- Agama mehelyi Tornier, 1902

Agama anchietae est une espèce de sauriens de la famille des Agamidae.

## Répartition
Cette espèce se rencontre en Afrique du Sud, en Namibie, au Botswana, en Angola, au Congo-Kinshasa et au Congo-Brazzaville.

## Étymologie
Cette espèce est nommée en l'honneur de José Alberto de Oliveira Anchieta (1832-1897).

## Publication originale
- Bocage, 1896 : Sur deux Agames d'Angola à écaillure hétérogène. Jornal de Sciencias Mathematicas, Physîcas e Naturaes, Lisboa, sér. 2, vol. 4, p. 127-130 (texte intégral).